# Pem Pem
Pem Pem è un singolo della cantante italiana Elettra Lamborghini, pubblicato il 2 febbraio 2018 come primo estratto dal primo album in studio Twerking Queen. 

## Pubblicazione
Dopo aver collaborato con Gué Pequeno e Sfera Ebbasta nel remix del singolo Lamborghini ed aver partecipato al video del brano, Elettra si presenta nella veste di cantante con il brano Pem Pem.

## Descrizione
Il brano è cantato in spagnolo e presenta forti influenze latine e reggaeton.

## Promozione
Il 22 gennaio 2018, la cantante si è esibita con il brano durante l’halftime show NBA allo Staples Center di Los Angeles. Per promuovere ulteriormente il brano, è stata lanciata la Pem Pem Challenge, che consiste nel pubblicare video sui social in cui si twerka seguendo il ritmo del brano della Lamborghini.

## Video musicale
Il videoclip è stato girato negli Stati Uniti ed è stato diretto da Jansen & Rodriguez. È stato pubblicato sul canale Vevo-YouTube della cantante il 13 febbraio 2018. La clip vede come protagonista Elettra che canta e balla in compagnia di ballerine. Il video inizia con Elettra che porta un ragazzo in una camera da letto con luci rosse soffuse. Appena entrati, Elettra butta il ragazzo sul letto e inizia a ballare e a twerkare sopra di lui. Il ragazzo comincia a toccare la cantante ed è sedotto dalle sue prorompenti curve. Spezzoni delle scene in camera da letto si susseguono fino alla fine del video quando Elettra saluta il ragazzo in modo ammiccante ed esce dalla stanza. Il ragazzo è sfinito e resta sul letto. Il video si conclude con il ragazzo che scrive a Elettra e le chiede di rivedersi per ripetere l’esperienza. Ha raggiunto oltre 160 milioni di visualizzazioni.
Il video ha ricevuto la Certificazione VEVO.

## Classifiche
| Classifica (2018) | Posizione massima |
| ----------------- | ----------------- |
| Italia            | 6                 |